# Chantecoq
Chantecoq település Franciaországban, Loiret megyében. Lakosainak száma 516 fő (2022. január 1.). Chantecoq Ervauville, Chuelles, Courtemaux, Saint-Hilaire-les-Andrésis és La Selle-en-Hermoy községekkel határos.

## Népesség
A település népességének változása:
| Lakosok száma | 347  | 358  | 355  | 477  | 529  | 507  | 494  | 483  | 494  | 516  |
|               | 1968 | 1982 | 1990 | 2006 | 2013 | 2015 | 2017 | 2019 | 2020 | 2022 |